# Joan Borràs de Palau
Joan Borràs de Palau (Barcelona, 25 de septiembre de 1868-29 de enero de 1953) fue un compositor y crítico musical español.

## Biografía
Estudió Derecho, pero se dedicó a la música. Estudió piano con Pere Tintorer y composición con Domènec Mas i Serracant. Destacó como liederista, con canciones como Cançó del maig, La barca, Santa nit y Voreta la mar (1896). También compuso obras para piano, música religiosa, sardanas (La farigola, Lo filador d'or, ¡Visca la gavineta!) y zarzuelas (El cuento de la lechera, La presó de Xauxa, No diguis blat). Fue crítico musical en El Correo Catalán durante más de cincuenta años.
En 1906 fue nombrado académico correspondiente de la Real Academia de Bellas Artes de San Fernando. Recibió también la encomienda de la Orden de Isabel la Católica.